# Marchantia domingensis
Marchantia domingensis là một loài Rêu trong họ Marchantiaceae. Loài này được Lehm. & Lindenb. mô tả khoa học đầu tiên..